# Serra Grande
Pour les articles homonymes, voir Serra.
Serra Grande est une ville brésilienne de l'ouest de l'État de la Paraíba.
Sa population était estimée à 3 038 habitants en 2007. La municipalité s'étend sur 83 km2.